# 쇼다이촌 (후쿠오카현)
쇼다이촌(昭代村)은 후쿠오카현 미즈마군에 설치되었던 촌이다. 1955년 1월 1일 쇼다이촌, 가마치촌 등 2개 촌이 야나가와시에 편입합병되고 폐지되었다.